# Война Пляски Духов
Война Пляски Духов (англ. Ghost Dance War) — вооружённый конфликт между США и индейским народом лакота, происходивший на территории штата Южная Дакота с 1890 года по 1891 год. Конфликт завершился капитуляцией вождя Пинающего Медведя 15 января 1891 года.

## Пляска Духов
Религия Пляски Духов была создана в 1880-х гг. пайютским пророком Вовокой. Основой религии была экстатическая пляска, её участники часто впадали в транс и имели видения. Вовока утверждал, что спасёт всех верующих индейцев на земле. Белые люди исчезнут, стада бизонов и других животных вернутся в изобилии.
Слухи о новом мессии достигли лакота зимой 1888 года. Первая делегация, которая отправилась в Неваду, вернулась в резервацию весной 1890 года. Несмотря на мирную направленность проповедей Вовоки, некоторые лидеры лакота истолковали его идеи по-своему. Они уверяли, что каждый, кто носит украшенные защитными амулетами рубахи духов, становится неуязвим, и пули солдат не смогут причинить им вреда. Одним из самых активных проповедников нового культа среди лакота стал Пинающий Медведь. Вдохновлённые новой надеждой, лакота танцевали с мессианским неистовством, до полного изнеможения. Пляска духа распространилась с такой скоростью, что за два месяца эту религию приняло подавляющее большинство народа.

## Война

### Введение войск в резервации
Белые американцы были встревожены религиозным возбуждением и распространением Пляски Духов среди лакота и полагали, что за этим последует вооружённое восстание. Значительную роль в нагнетании напряжённости сыграл индейский агент Дэниэл Ройер, прибывший в Пайн-Ридж в 1890-м году, и американская пресса. Ройер не знал индейцев и патологически их боялся, Пляску Духов он воспринимал как сугубо военный танец и регулярно отсылал правительству панические депеши о том, что индейцы вот-вот начнут войну и необходимо прислать войска. Индейское ведомство передало дело о Пляске Духов на рассмотрение Военному Департаменту США и 15 ноября 1890 года Ройеру было приказано изложить существо дела. В тот же день он телеграфировал, что требуется не менее 1000 солдат, чтобы усмирить индейцев. Индейский агент резервации Роузбад тоже сообщал, что необходимо ввести войска.
17 ноября 1890 года американская армия под командованием генерала Джона Раттера Брука отправилась в резервации лакота. Общий план кампании был разработан генералом Нельсоном Майлзом, командующим Военным Департаментом Миссури. 19 ноября 1890 года из форта Робинсон прибыли первые войска, за которыми вскоре последовали другие. За небольшое время на индейских землях было сосредоточено около 3000 солдат армии США. Узнав, что на территорию резерваций прибывают войска, Пинающий Медведь, Короткий Бык и около 3000 их сторонников укрылись в труднодоступных землях в северо-западной части Пайн-Ридж.

### Убийство Сидящего Быка
Власти США решили арестовать наиболее нелояльных вождей, и в первую очередь Сидящего Быка, лидера хункпапа. Хотя сам он не был среди предводителей культа Пляски Духов, однако не препятствовал его распространению и оставался очень враждебно настроенным к белым людям. Именно по его приглашению Пинающий Медведь организовал первую в резервации Стэндинг-Рок Пляску Духов. Индейский агент Маклафлин, нашедший наконец повод избавиться от Сидящего Быка, приказал арестовать вождя.
На рассвете 5 декабря 1890 года 43 индейских полицейских во главе с лейтенантом Бычьей Головой окружили хижину безоружного Сидящего Быка, пока сто всадников 8-й кавалерии во главе с капитаном Фечетом ждали в засаде. Полиция обыскала дом и изъяла несколько ружей. При попытке ареста вождя возникла перестрелка и Сидящий Бык был убит лейтенантом Бычьей Головой и сержантом Красным Томагавком двумя выстрелами. Смертельный выстрел Красного Томагавка, совершённый со спины практически в упор, пришёлся в голову. Бой между защитниками Сидящего Быка и полицейскими был тяжёлым — в тот день погибло 14 сиу, а из 4 тысяч патронов, имевшихся у полицейских, к моменту появления солдат из засады оставалось всего 470.

### Бойня на ручье Вундед-Ни
После смерти вождя более 200 членов его племени хункпапа, опасаясь репрессий, бежали на юг в резервацию Шайенн-Ривер. Большая их часть впоследствии сдалась американским военным, остальные присоединились к группе из племени миннеконжу под руководством вождя Большая Нога, который считался военными единственным важным и опасным лидером лакота за пределами бэдлендов, где укрылись Пинающий Медведь и его сторонники. Встретившись с военными, Большая Нога подтвердил своё желание жить в мире с белыми и отправиться в индейское агентство. Ночью 23 декабря группа Большой Ноги повернула на юг и пустилась в бегство. Военные начали преследование, но сумели настигнуть и блокировать индейцев только 28 декабря.
29 декабря 1890 года отряд из 500 солдат и четырёх пушек 7-го кавалерийского полка США окружил лагерь беглецов на территории резервации Пайн-Ридж. Перед полком была поставлена задача разоружить индейцев и арестовать их вождя. Большая Нога тяжело болел воспалением лёгких, остальные индейцы также были измождены зимним переходом и не собирались оказывать организованное сопротивление. Однако многие индейцы не хотели сдавать оружие, поскольку охота в это трудное время была для них единственным источником существования. Полковник Форсайт игнорировал просьбы индейцев и послал небольшой отряд солдат обыскивать их типи. Выполняя распоряжение военных, лакота поставили типи на открытой равнине и были со всех сторон окружены солдатами. Обыск занял много времени и вызвал сильное волнение среди женщин и детей. Молодой воин Чёрная Лиса выстрелил в сторону солдат, которые моментально ответили залпом, расстреливая лакота почти в упор.
В ходе сражения погибло 25 солдат и не менее 153 индейцев, включая мужчин, женщин и детей. По некоторым источникам число убитых индейцев достигло 300 человек. Считается, что некоторые солдаты были случайно убиты своими же товарищами, поскольку первоначально стрельба велась в хаосе с близкого расстояния, часть солдат находилась среди индейцев, а многие лакота были уже разоружены и пытались отбиваться только ножами.
Небольшая часть оставшихся в живых лакота бежала к ближайшему оврагу, преследуемая сотнями солдат. Преследование было настоящей резнёй, в которой бегущих женщин и детей расстреливали уже после того, как сопротивление было прекращено и большинство индейских воинов были убиты. На следующий день лакота атаковали солдат и двоих убили, ещё семеро были ранены.

### Бой на Грасс-Крик
3 января 1891 года лакота напали на подразделение 7-го кавалерийского полка под командованием капитана Керра на Грасс-Крик. Вскоре на помощь Керру прибыли несколько отрядов солдат из индейского агентства. В этом бою индейцы потеряли четырёх человек убитыми, у солдат потерь не было.

### Сражение близ Вундед-Ни-Крик
5 января 1891 года индейцы, в количестве 50 человек, атаковали обоз с припасами близ Вундед-Ни-Крик. Отряд военных, посланный навстречу обоза, поспешил на выручку погонщикам и открыл огонь из-за фургонов. Лакота отступили, солдаты смогли убить несколько их лошадей. Через некоторое время к индейцам прибыли ещё воины и схватка возобновилась. Поздним вечером подоспели новые части американской армии и индейцы скрылись, потеряв ещё несколько человек убитыми и ранеными.

## Последствия
Лишь благодаря умелым действиям властей и мирных вождей лакота удалось избежать нового восстания. За бойню на ручье Вундед-Ни как минимум 20 военнослужащих полка были награждены высшей воинской наградой США — Медалью Почёта. Генерал Нельсон Майлз освободил полковника Форсайта от командования и инициировал расследование, которое, однако, не принесло никаких результатов. Пинающий Медведь капитулировал со своими сторонниками 15 января 1891 года.
Война Пляски Духов была последним серьёзным вооруженным конфликтом в истории индейских войн в США. После окончания войны, случившиеся в жизни лакота перемены оказались для них катастрофическими. Морально подавленные и голодные индейцы теперь полностью зависели от американских чиновников разного уровня.